# Salvatore Bonadonna
Salvatore Bonadonna (Partinico, 5 dicembre 1942) è un sindacalista e politico italiano.

## Biografia
Ha svolto per anni attività sindacale nella CGIL, entrando in occasione del congresso del 1991 nella minoranza sinistra di "Essere sindacato".
Successivamente è un dirigente nazionale del Partito della Rifondazione Comunista. Nel 1995 fu candidato dal PRC (in alleanza con La Rete) come Presidente della Provincia di Roma, ottenendo l'8,5% dei consensi.
Con la vittoria alle elezioni regionali del Lazio del candidato del centro-sinistra Badaloni diventa assessore regionale all'Urbanistica.
Alle elezioni politiche del 2006 è candidato e viene eletto Senatore nella circoscrizione del Lazio. Nel corso della XV legislatura ricopre la carica di vicepresidente della 6ª commissione Finanze e Tesoro.
Non è candidato per le liste dell'Arcobaleno alle elezioni politiche del 2008. 
È stato Presidente del Collegio Nazionale di Garanzia del Partito della Rifondazione Comunista.